# Рейнольдс, Джошуа
Сэр Джо́шуа Ре́йнольдс, Ре́йнолдс (англ. Joshua Reynolds; 16 июля 1723, Плимптон [ныне пригород Плимута], Девон — 23 февраля 1792, Лондон) — английский живописец и теоретик, один из ведущих британских художников XVIII века (наряду с современниками Уильямом Хогартом и Томасом Гейнсборо), выдающийся портретист «большого стиля» (англ. Grand manner) в английской живописи XVIII века. Он был основателем и первым президентом Королевской академии искусств, член Лондонского королевского общества. Член Общества дилетантов, созданного с целью изучения античного искусства. Посвящён в рыцари королём Георгом III в 1769 году.

## Биография
Джошуа Рейнольдс родился 16 июля 1723 года в Плимптоне, в графстве Девоншир. Он был третьим из одиннадцати детей в семье потомственных священников. Отец будущего живописца преподобный Сэмюэл Рейнольдс (1681—1745), бакалавр гуманитарных наук, — учитель гимназии в Плимптоне, позднее преподаватель Баллиол-колледжа в Оксфорде, — готовил сына к карьере медика, но рано обнаружившаяся любовь юноши исключительно к искусству и чтение книг по истории античности определили его призвание. Матерью Рейнольдса была Теофила Рейнольдс (урождённая Поттер: 1688—1756). У Рейнольдса было несколько братьев и сестёр, в том числе писательница Мэри Палмер (1716—1794), писательница-памфлетистка Элизабет Джонсон (1721—1800) и художница Франсис Рейнольдс (1729—1807). Особо важное значение для будущего художника имела книга живописца-портретиста, коллекционера и теоретика искусства Джонатана Ричардсона «Очерк теории живописи» (Essay on the Theory of Painting, 1715).

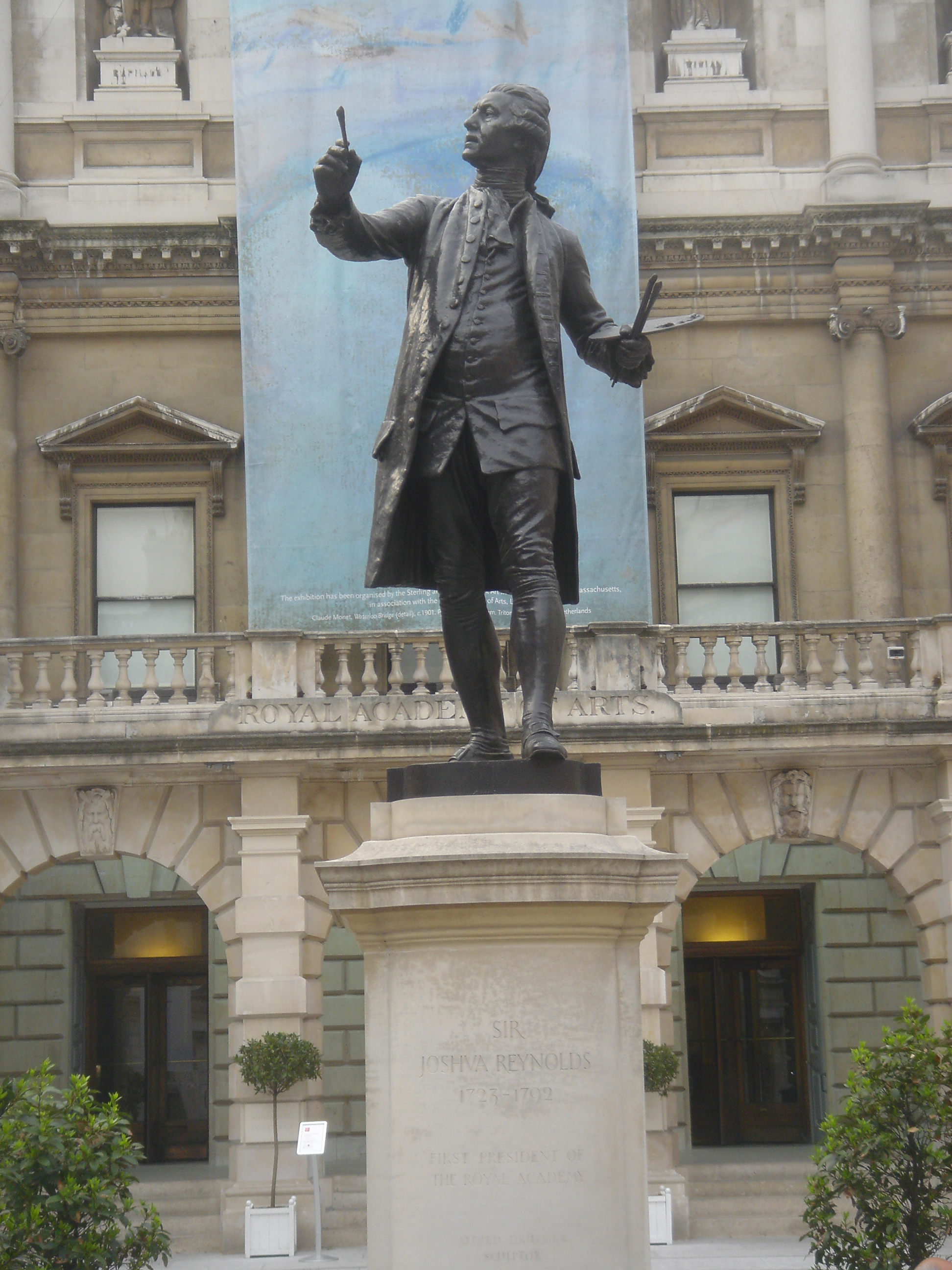
А. Друри. Памятник Дж. Рейнольдсу. 1903. Бёрлингтон-хаус, Лондон

Поступив в 1740 году в Лондоне в ученики к модному портретисту Томасу Хадсону, который, как и Рейнольдс, родился в Девоне, Джошуа занимался под его руководством четыре года. У Хадсона была коллекция рисунков старых мастеров, в том числе работы болонца Гверчино, копии которых сделал Рейнольдс. Хотя Рейнольдс был учеником Хадсона в течение четырёх лет, он оставался с ним только до лета 1743 года. Затем он провёл ещё три года в Девонпорте, работая художником-портретистом, и вернулся в Лондон в конце 1744 года.
В 1749 году Джошуа отправился в путешествие по Средиземному морю. Он посетил Лиссабон, Кадис, Алжир и Менорку. Из Менорки отправился в Ливорно в Италии, а затем в Рим, где провёл два года, изучая картины старых мастеров, преимущественно Тициана, Корреджо, Рафаэля, и приобретая вкус к «большому стилю». Лорд Эджкамб, знавший Рейнольдса ещё мальчиком, предложил ему учиться у академического живописца-портретиста Помпео Батони, но Рейнольдс ответил, что ему научиться у него нечему. Находясь в Риме, он сильно простудился, из-за чего частично оглох, после чего стал носить маленькую слуховую трубку, с которой его часто изображают на портретах. Рейнольдс отправился домой по суше через Флоренцию, Болонью, Венецию и Париж. По возвращении в Лондон, в 1752 году, он вскоре составил себе известность, как искусный портретист, и занял высокое положение среди английских художников.
В 1760 году Рейнольдс переехал в большой дом на западной стороне Лестер-Филдс (ныне Лестер-сквер), где можно было демонстрировать свои работы и разместить помощников. Рейнольдс часто заимствовал позы своих персонажей из предыдущих работ других художников. Натаниэль Хоун высмеял эту практику в картине под названием «Фокусник» (The Conjuror), представленной на выставке Королевской академии 1775 года (ныне в коллекции Национальной галереи Ирландии, Дублин). На картине изображена фигура художника (хотя и мало похожая на Рейнольдса), сидящая перед стопкой гравюр, которые Рейнольдс заимствовал для своих картин.
Джошуа Рейнольдс был общителен и интеллектуален, у него было много друзей из лондонской аристократии, среди которых были доктор Сэмюэл Джонсон, Оливер Голдсмит, Эдмунд Бёрк, Джузеппе Баретти, Генри Трейл, Дэвид Гаррик и художница Ангелика Кауфман.
Из-за своей популярности как художника-портретиста Рейнольдс постоянно общался с богатыми и известными людьми того времени. В 1764 году художник основал «Клуб» (The Club). Он располагался в анфиладе комнат на первом этаже дома «Turks Head» на Джеррард-стрит, 9, теперь отмеченном мемориальной доской. Среди первоначальных участников были Бёрк, Беннет Лэнгтон, Топхэм Боклерк, Голдсмит, Энтони Шамиер, Томас Хокинс и Наджент, к которым присоединились Гаррик, Босуэлл и Шеридан. За десять лет количество членов выросло до тридцати пяти. Клуб собирался каждый понедельник вечером за ужином и беседой и продолжался до раннего утра вторника. В последующие годы он собирался раз в две недели во время парламентских сессий.
Рейнольдс был одним из первых членов Королевского общества искусств, помог основать в 1760 году «Свободную ассоциацию», а затем Общество художников Великобритании (Society of Artists of Great Britain). В 1763 году он, вместе с Сэмюэлем Джонсоном, Оливером Голдсмитом и другими, основал литературное общество, а в 1768 году стал первым президентом Королевской академии искусств и занимал эту должность до самой смерти. В 1769 году он был посвящен в рыцари королём Георгом III, став вторым художником, удостоенным такой чести. Его «Рассуждения» (Discourses), серия лекций, прочитанных в академии между 1769 и 1790 годами, запомнились слушателям своей проницательностью. В одной из лекций он высказал мнение, что «изобретение, строго говоря, есть не что иное, как новая комбинация тех образов, которые ранее были собраны и отложены в памяти». Уильям Джексон в своих современных эссе сказал о Рейнольдсе, что «во всех его академических рассуждениях много изобретательности и оригинальности, изобилующих классическими знаниями его искусства, острыми замечаниями о работах других, а также общим вкусом и проницательностью».
По инициативе Рейнольдса в Лондоне впервые стали проводить публичные художественные выставки. В 1784 году ему пожаловано звание первого королевского ординарного живописца (Principal Painter in Ordinary). В 1789 году Рейнольдс потерял зрение на левый глаз, он перенёс болезненную операцию, носил повязку, и это вынудило его уйти в отставку. В 1791 году шотландский писатель и мемуарист Джеймс Босуэлл посвятил Рейнольдсу свою книгу «Жизнь Сэмюэла Джонсона» (1791). Рейнольдс согласился с «Размышлениями о революции во Франции» Эдмунда Бёрка и в начале 1791 года выразил уверенность в том, что старый режим во Франции пал из-за того, что, как он выразился, «слишком много времени уделял заботе о великолепии листвы и мало о земле вокруг корней. Они культивировали только те искусства, которые могли бы добавить великолепия нации, пренебрегая теми, кто их поддерживал». Однако Рейнольдс славил английскую монархию и выступал в защиту короля Георга.
Рейнольдс умер 23 февраля 1792 года в своём доме на Лестер-Филдс, 47 в Лондоне между восемью и девятью часами вечера в присутствии Эдмунда Бёрка и других друзей. Спустя несколько часов Бёрк написал панегирик Рейнольдсу, который назвали «панегириком Апеллесу, произнесённым Периклом».
Джошуа Рейнольдс был похоронен в соборе Святого Павла. В 1903 году во дворе Анненберг в Бёрлингтон-хаус, где находится Королевская академия искусств, в честь Рейнольдса была воздвигнута его статуя работы Альфреда Друри.

## Творчество
Рейнольдс считается основоположником английской школы живописи в области парадного портрета, или, как он сам формулировал, «большого статуарного стиля» (англ. Grand statuary manner). XVIII век «был временем работы выдающихся английских художников, творчество которых заслуженно заняло почётное место в истории западноевропейского искусства. Ведущую роль играл портрет — жанр, издавна получивший признание в Англии». Ранее «ведущее положение в этом жанре занимали иностранные художники, среди которых были такие выдающиеся мастера, как Ганс Гольбейн Младший и Ван Дейк». Вслед за ними в Британию потянулись голландские и фламандские живописцы, но они «поражали скорее своим числом, нежели высоким художественным уровнем». Правда, среди портретистов безраздельно господствовали выдающиеся мастера: Питер Лели и Годфрид Кнеллер. Однако Рейнольдс в этом ряду занимает особое место как выдающийся художник, видный деятель эпохи Просвещения и теоретик искусства.
Более других Рейнольдсу удавались портреты высокопоставленных особ, замечательные по сходству, выразительности, изящной постановке фигур, а также семейные портреты и изображения детей. Рейнольдс критиковал творчество Джорджа Ромни и Томаса Гейнсборо за слабую композицию и грубый колорит. Свои взгляды на искусство он излагал в знаменитых ежегодных речах в стенах Академии, проповедуя идеалы классицизма и клеймя стиль барокко, как бы продолжая знаменитую дискуссию XVII века, известную в истории как «Спор о древних и новых». В одной из речей 1776 года Рейнольдс заявил: «Принципы искусства имеют своё основание в разуме». Это была декларация рационализма английского академического искусства.
Однако вскоре, после путешествия в Голландию и Фландрию (1781), где на него большое впечатление произвела живопись Рембрандта и Рубенса. Рейнольдс несколько раз менял свои взгляды в отношении эстетики романтизма.
Речи, произнесенные Рейнольдсом в качестве президента Королевской академии, изданы в Лондоне в 1778 году, многократно переиздавались (последнее издание 1884 года; в немецком переводе Лейшинга — «Zur Aesthetik und Technik der bildenden Künste», Лейпциг, 1893). Полное собрание литературных произведений Рейнольдса издано в Лондоне в 1797 и 1835 годах.
По картинам Рейнольдса гравюры в технике меццо-тинто выполнял Валентайн Грин. Младшая сестра Джошуа — Френсис Рейнольдс (1729—1807), также живописец, удачно копировала и варьировала произведения своего знаменитого брата.
Творчество Рейнольдса ценили и считали образцом «высокого стиля» в Императорской академии художеств в Санкт-Петербурге. В Картинной галерее императорского Эрмитажа хранились три картины Рейнольдса: «Младенец Геракл, удушающий змей, подосланных Герой», «Амур развязывает пояс Венеры» и «Воздержанность Сципиона Африканского».
«Младенец Геракл, удушающий змей, подосланных Герой» — одна из трёх аллегорических картин, специально заказанная Рейнольдсу князем Г. А. Потёмкиным для императрицы Екатерины II. Две других картины были доставлены морем в Санкт-Петербург на год позже (1789). Смысл иносказания, заключённого в картине «Младенец Геракл, удушающий змей», сам Джошуа Рейнолдс изложил в письме к Григорию Потёмкину: «Недетская сила маленького Геракла очень напоминает мощь молодого Российского государства». Известно, что Екатерина II назначила за первую картину цену в 1500 гиней и в знак признательности презентовала Рейнольдсу табакерку, украшенную своим портретом и осыпанную бриллиантами. Картина «Амур развязывает пояс Венеры», после смерти светлейшего князя была выкуплена императрицей Екатериной II для своих личных покоев.

### Галерея

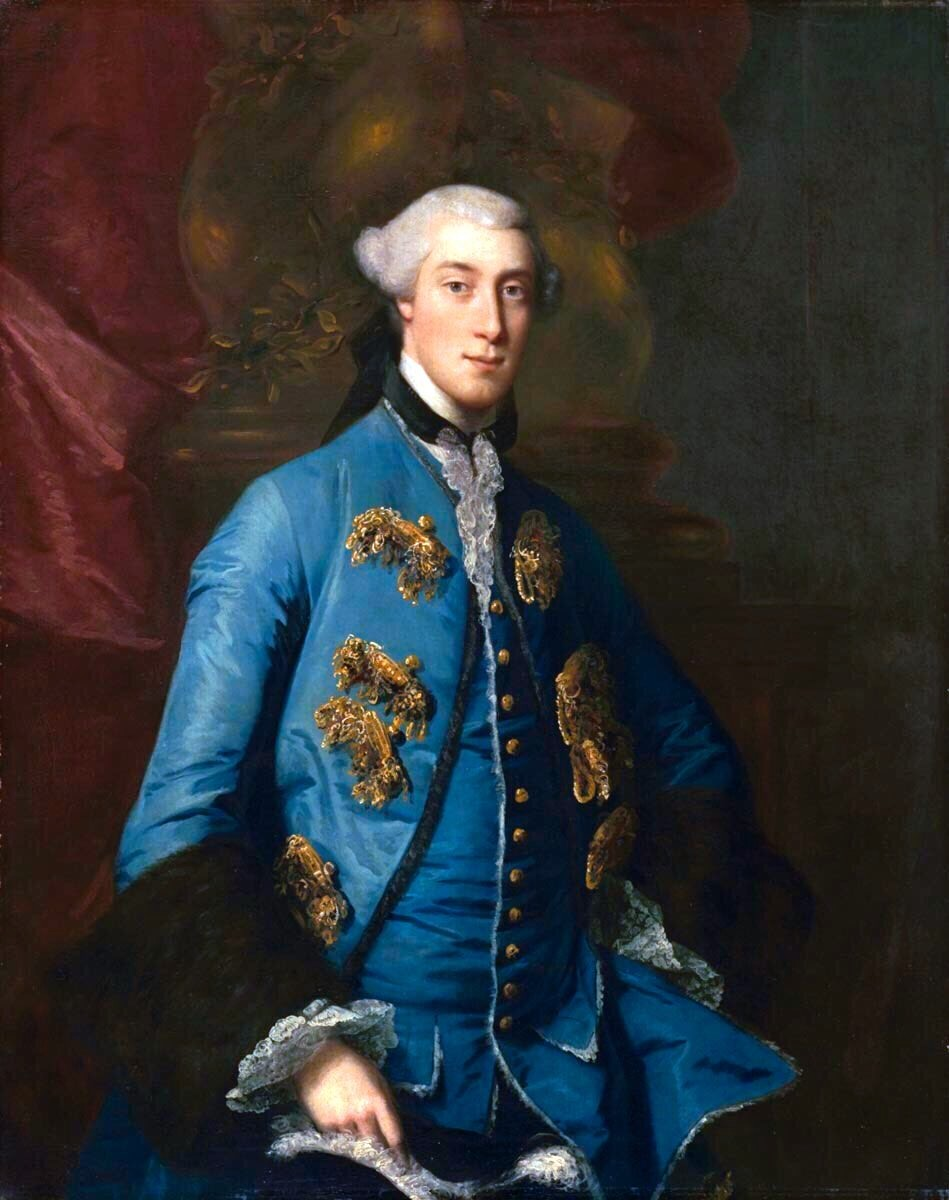
Фрэнсис Гастингс, 10-й граф Хантингдон, 1754, Библиотека Хантингтона, Лос-Анджелес, США
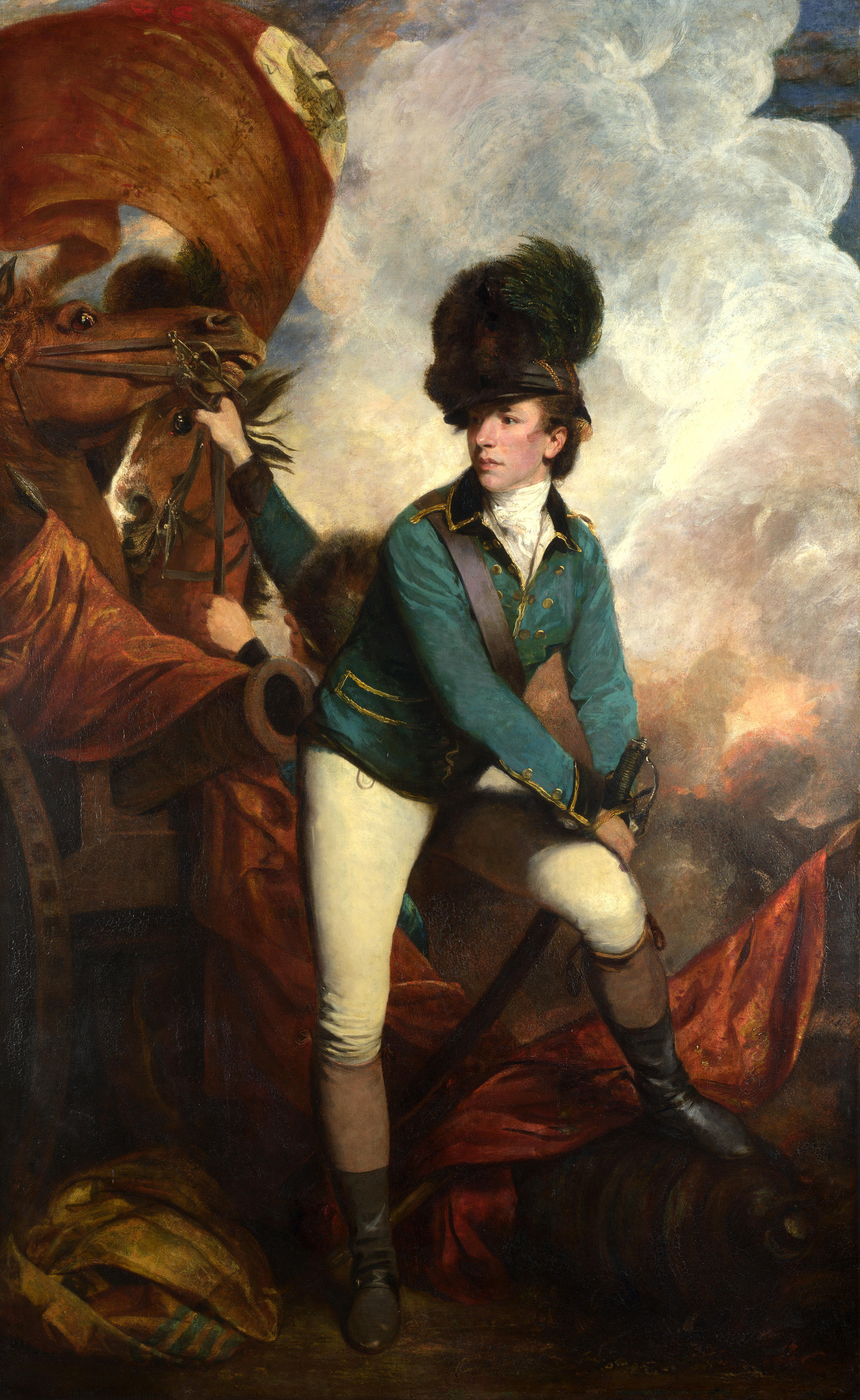
Баронет Банастр Тарлетон, 1782, Лондонская национальная галерея
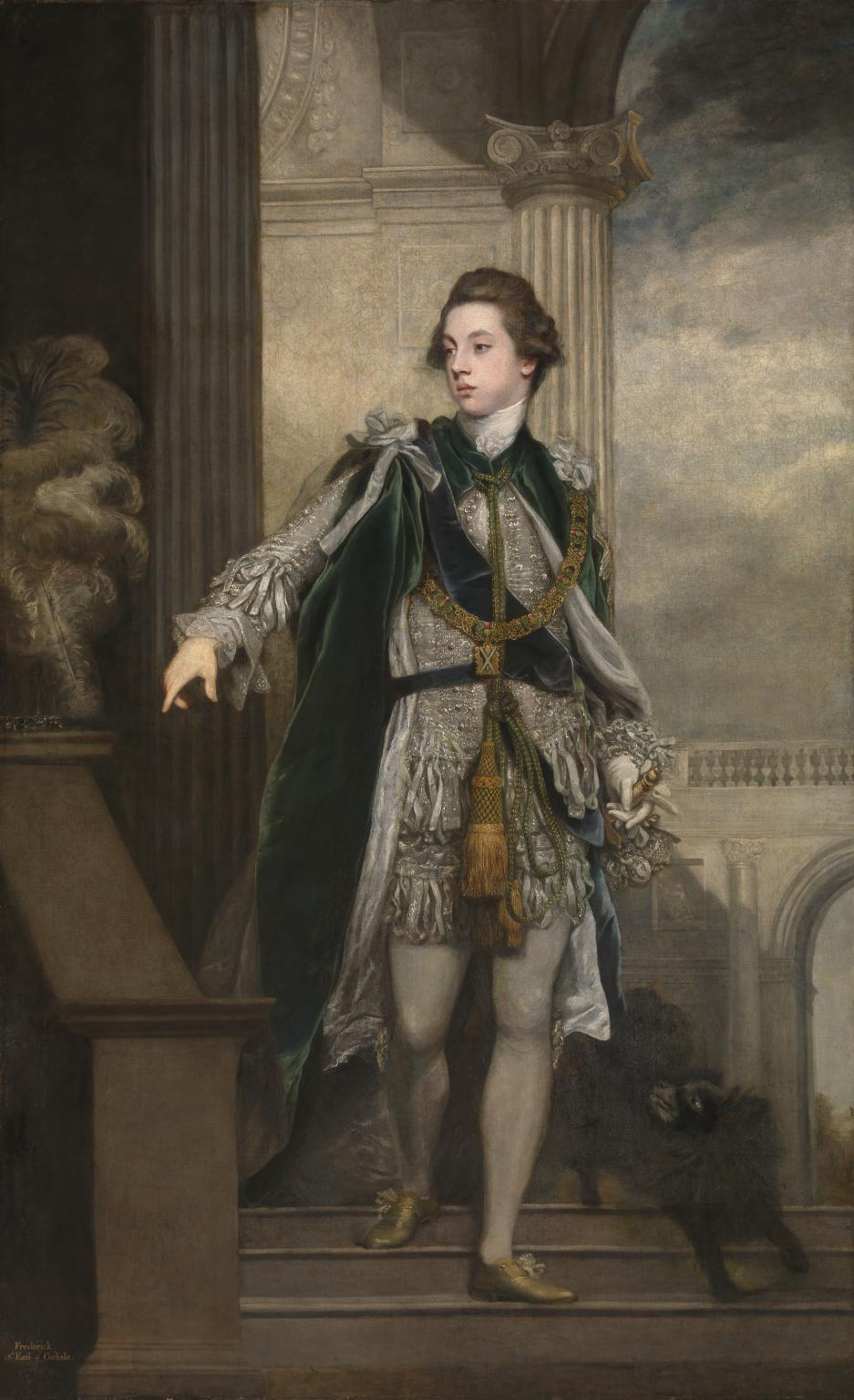
Фредерик Говард, 5-й граф Карлайл, 1769, Замок Говард.
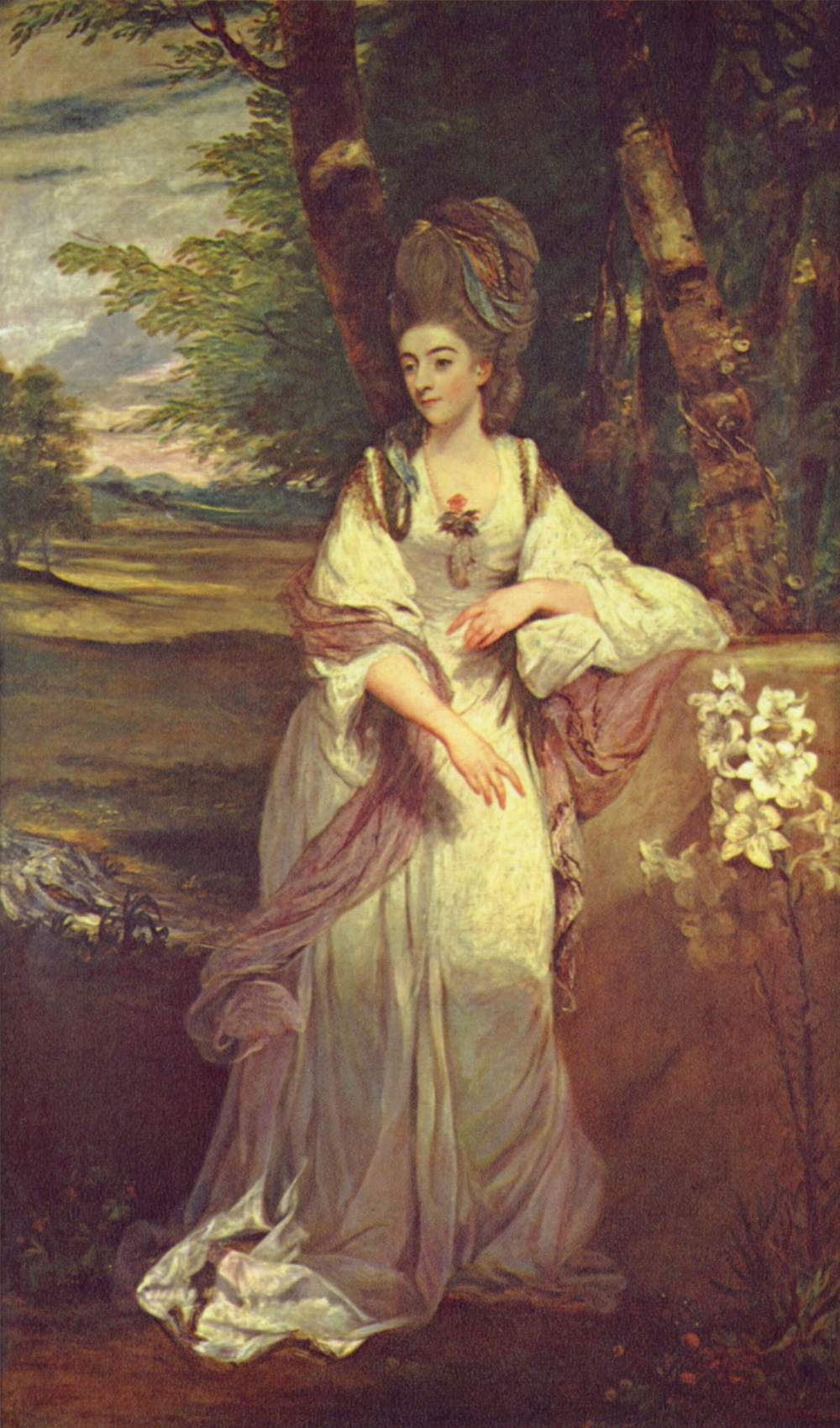
Кэтрин Мур, леди Бемпфильд, 1776-1777, Британская галерея Тейт, Лондон
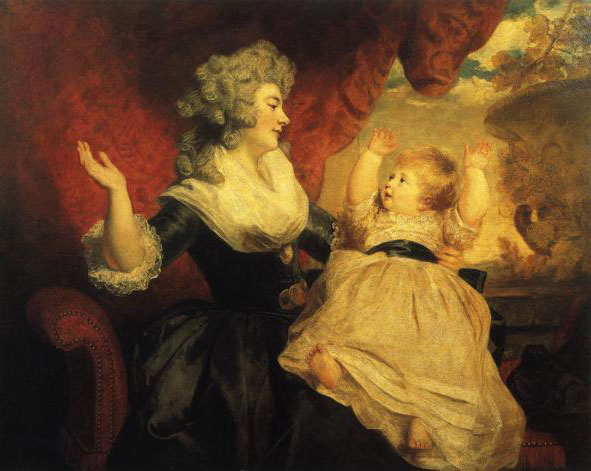
Герцогиня Девонширская с дочерью. 1786, Чатсуорт-хаус, Дербишир, Великобритания
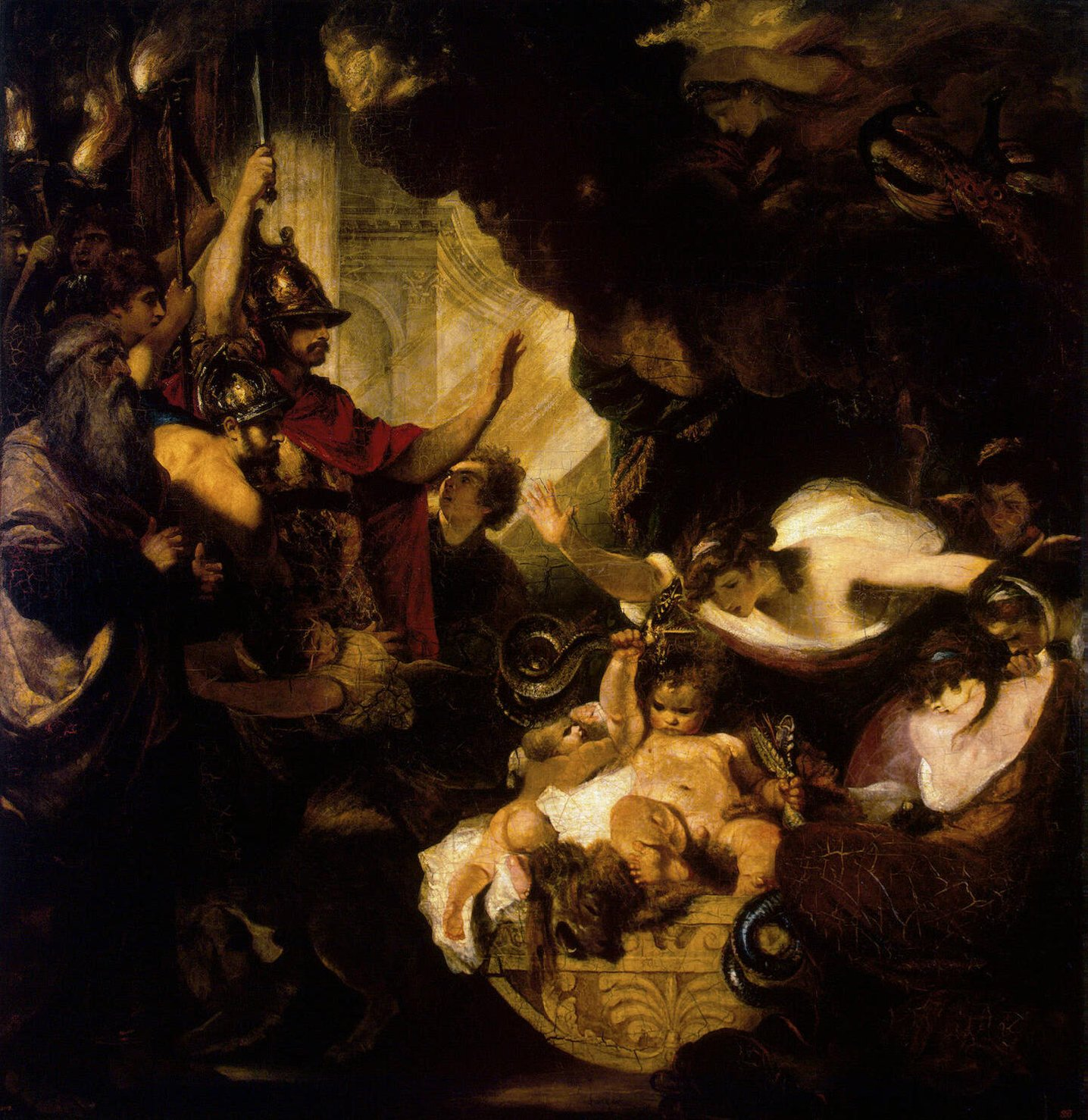
Младенец Геракл, удушающий змей, подосланных Герой, 1786, Государственный Эрмитаж, Санкт-Петербург
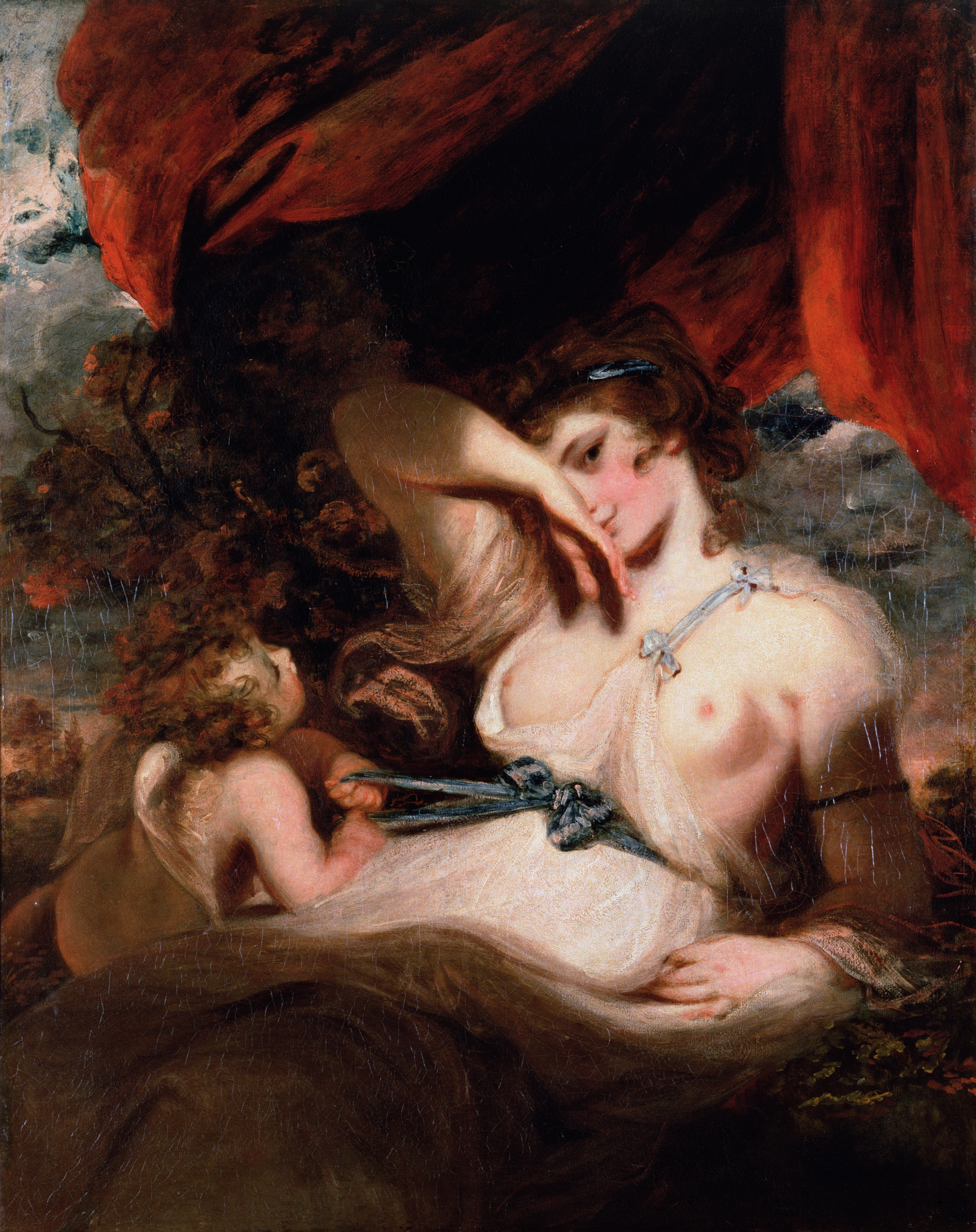
Амур развязывает пояс Венеры. 1788, Государственный Эрмитаж, Санкт-Петербург
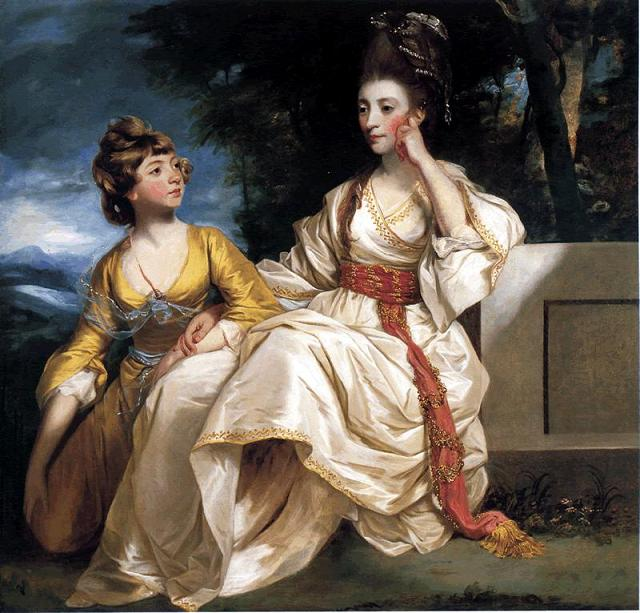
Писательница Эстер Трейл с дочерью Эстер, ок. 1777, Галерея Бивербрук, Фредериктон, Нью-Брансуик, Канада
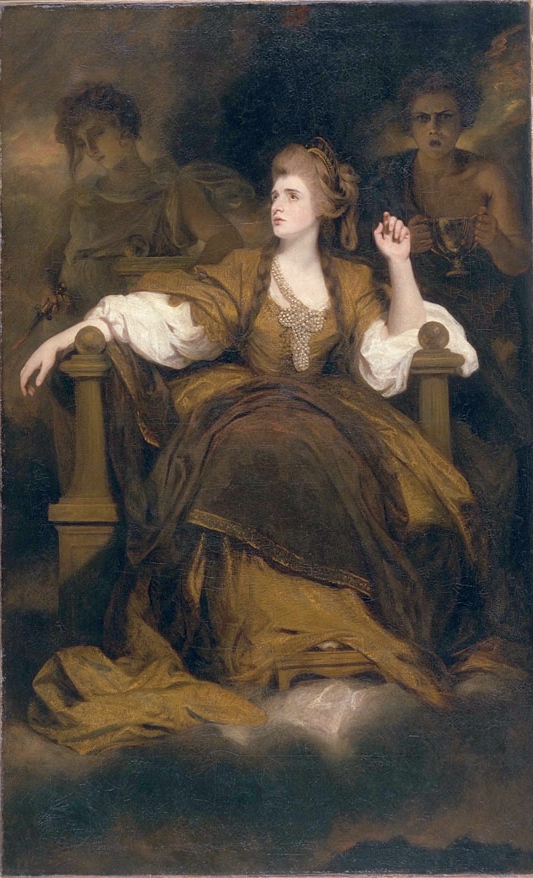
Актриса Сара Сиддонс в образе музы Трагедии. 1783, Библиотека Хантингтона,  Библиотека Хантингтона, Лос-Анджелес, США
Леди Каролина Говард, 1778, Национальная галерея искусств, Вашингтон
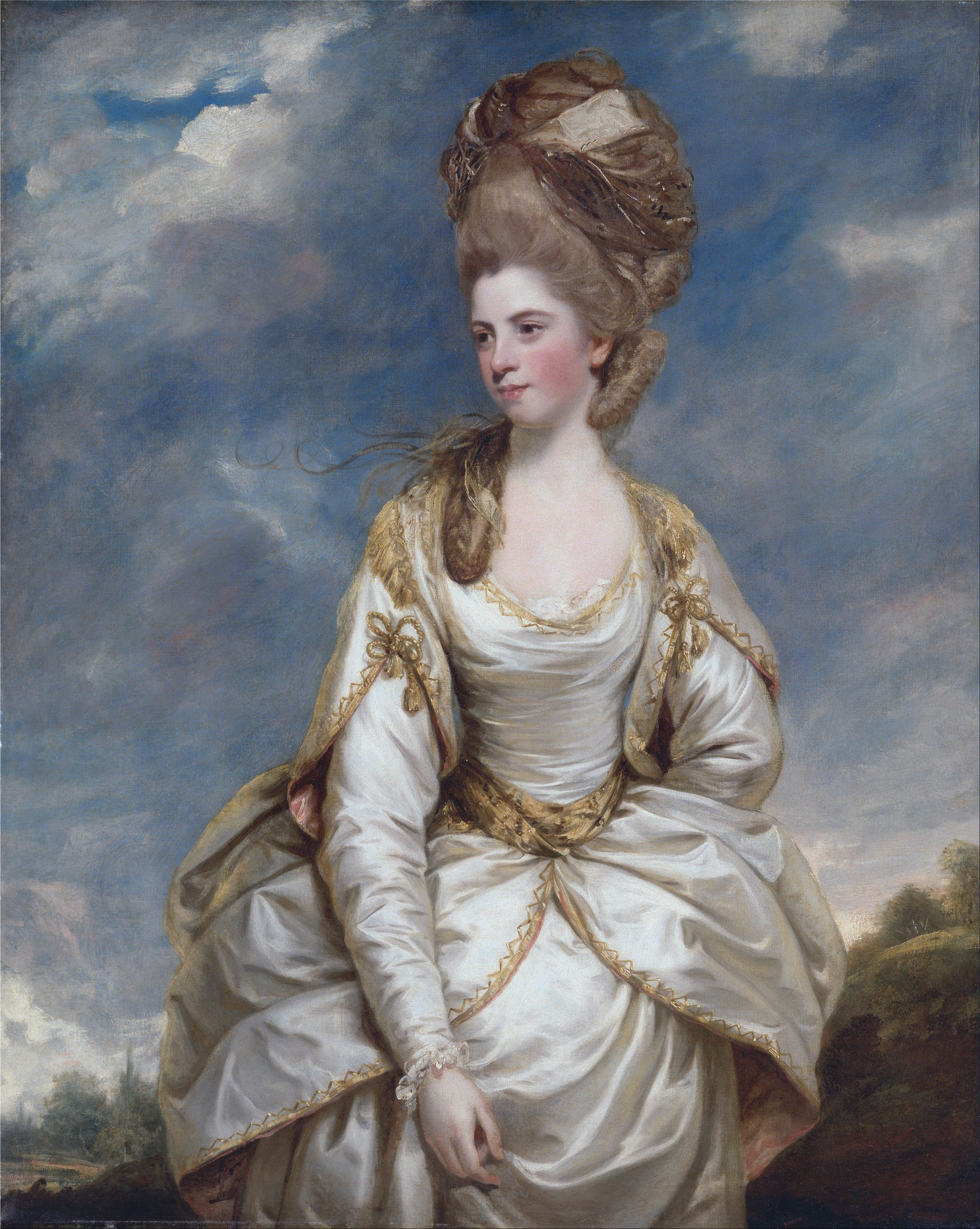
Сара Кемпбелл. Между 1777 и 1778, Йельский центр британского искусства. Нью-Хейвен, Коннектикут, США
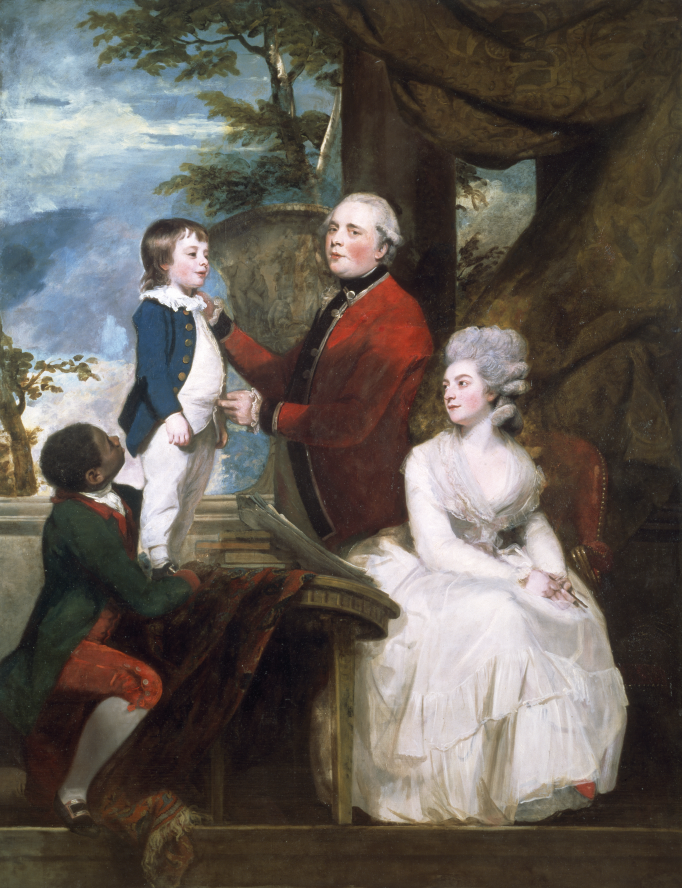
Джордж Гренвиль, 3-й граф Темпл с семьёй. Национальная галерея Ирландии, Дублин

## Семья
Сэр Джошуа Рейнольдс никогда не был женат и не имел детей.
У Джошуа Рейнольдса была племянница Теофила Гваткин (1757—1848), дочь его старшей сестры Мэри Палмер, которая также впоследствии стала художницей и была моделью картин Рейнольдса.

## Цитаты
Истинный характер человека можно определить по тому, как он развлекается.
Оригинальный текст (англ.)The real character of a man is found out by his amusements.